# ارنو هينريت
ارنو هينريت (بالفرنسية: Arnaud Henriet)‏
```
هو 
ممثل
 
فرنسي
، ولد في 1953.
[
1
]
```

## أعمال

### أفلام
- (2002) هوية بورن[2]
- (2006) لا تخبر أحدا
- (2011) بوليس[3]

## وصلات خارجية
- ارنو هينريت على موقع IMDb (الإنجليزية)
- ارنو هينريت على موقع ألو سيني (الفرنسية)
- ارنو هينريت على موقع أول موفي (الإنجليزية)
- ارنو هينريت على موقع قاعدة بيانات الأفلام السويدية (السويدية)
- ارنو هينريت على موقع قاعدة بيانات الفيلم (الإنجليزية)
- ارنو هينريت على موقع كينوبويسك (الروسية)